# レイン・ウィルソン
レイン・ディートリッヒ・ウィルソン（Rainn Dietrich Wilson, 1966年1月20日 - ）は、アメリカ合衆国ワシントン州出身の俳優。

## 経歴
1966年、ワシントン州・シアトル生まれ。

### 私生活
1995年に小説家の女性と結婚している。

## 主な出演作品

### 映画
- ギャラクシー・クエスト Galaxy Quest （1999）
- マーダー・ライド・ショー House of 1000 Corpses （2003）
- バッドアス! Baadasssss! （2003）
- サハラ 死の砂漠を脱出せよ Sahara （2005）
- Gガール 破壊的な彼女 My Super Ex-Girlfriend （2006）
- JUNO/ジュノ Juno （2007）
- ROCKER 40歳のロック☆デビュー The Rocker （2008）
- モンスターVSエイリアン Monsters vs. Aliens （2009） 声の出演
- トランスフォーマー/リベンジ Transformers: Revenge of the Fallen （2009）
- メタルヘッド Hesher （2010）
- スーパー! Super （2010）
- ゾンビスクール! Cooties （2014）
- アンキャニー 不気味の谷 Uncanny （2015）
- ザ・ボーイ 鹿になった少年 The Boy （2015） 兼・製作総指揮
- オレの獲物はビンラディン Army of One （2016）
- スマーフ スマーフェットと秘密の大冒険 Smurfs: The Lost Village （2017） 声の出演
- 美しい湖の底 Shimmer Lake （2017）
- デス・オブ・スーパーマン The Death of Superman （2018） 声の出演
- MEG ザ・モンスター The Meg （2018）
- レイン・オブ・ザ・スーパーメン Reign of the Supermen （2019） 声の出演
- ブラックバード 家族が家族であるうちに Blackbird （2019）
- ジャスティス・リーグ:ダーク アポコリプス・ウォー Justice League Dark: Apokolips War （2020） 声の出演

### テレビ
- チャームド Charmed （2001）
- ダークエンジェル Dark Angel （2001）
- CSI:科学捜査班 CSI: Crime Scene Investigation （2001）
- LAW & ORDER:性犯罪特捜班 Law & Order: Special Victims Unit （2002）
- 名探偵モンク Monk （2003）
- シックス・フィート・アンダー Six Feet Under（2003-2005） - アーサー・マーティン役
- NUMBERS 天才数学者の事件ファイル Numb3rs （2005）
- アントラージュ★オレたちのハリウッド Entourage （2005）
- ジ・オフィス The Office （2005-2013） - ドワイト・シュルート役
- サタデー・ナイト・ライブ Saturday Night Live （2007）
- クレイジー刑事 BACKSTROM Backstrom （2015） - エヴェレット・バックストローム役
- スタートレック:ディスカバリー Startrek: Discovery （2017） - ハリー・マッド役
- スタートレック:ショートトレック Star Trek: Short Treks （2018） 『華麗なる脱出』 - ハリー・マッド役 ※兼監督
- ユートピア 〜悪のウイルス〜 Utopia （2020） - マイケル・スターンズ役
- ランニング・ワイルド with ベア・グリルス Running Wild with Bear Grylls （2021）